# Keävumus Palddokjavri
Keävumus Palddokjavri eller Paltojävri är en sjö i Finland. Den ligger i kommunen Utsjoki i landskapet Lappland, i den norra delen av landet, 1 100 km norr om huvudstaden Helsingfors. Keävumus Palddokjavri ligger 214 meter över havet. Arean är 54 hektar och strandlinjen är 3,36 kilometer lång. Sjön  ingår i Tana älvs huvudavrinningsområde.   Omgivningarna runt Keävumus Palddokjavri är i huvudsak ett öppet busklandskap.